# Polygala tepperi
Polygala tepperi är en jungfrulinsväxtart som beskrevs av F. Müll.. Polygala tepperi ingår i släktet jungfrulinssläktet, och familjen jungfrulinsväxter. Inga underarter finns listade i Catalogue of Life.